# Nola sumatrana
Nola sumatrana är en fjärilsart som beskrevs av Van Eecke. Nola sumatrana ingår i släktet Nola och familjen trågspinnare. Inga underarter finns listade i Catalogue of Life.